# Anton Carrera i Busquets
Anton Carrera i Busquets   (Vic, 1943) és un poeta català.
Llicenciat en filologia catalana, participà del moviment de la Nova Cançó recitant els seus poemes i enregistrant diversos discos: Anton Carrera diu els seus poemes (1969), Anton Carrera (1971) i Piràmide (1974).
La seva obra evolucionà des d'un estil més popular i de caràcter social cap a unes composicions més analítiques i rigoroses. D'aquesta època destaquen Volum inevitable (1975), Les gestes essencials (1979), Nívia (1981), Tremp d'or (1991) i En llista d'espera (1998, premi Rosa Leveroni 1997). El 1991 va ser proclamat mestre en Gai Saber per la seva obra Ausa, la dels turons.
També s'interessà per la pintura, cursant estudis de belles arts i col·laborant amb el pintor Fidel Bofill. Ha publicat també assajos com Teoria de l'acoblament aplicada a setze poemes catalans (1994) i una Antologia poètica de Jacint Verdaguer (2002).